# (4654) Gorʹkavyj
(4654) Gorʹkavyj es un asteroide perteneciente al cinturón de asteroides, descubierto el 11 de septiembre de 1977 por Nikolái Stepánovich Chernyj desde el Observatorio Astrofísico de Crimea (República de Crimea).

## Designación y nombre
Designado provisionalmente como 1977 RJ6. Fue nombrado Gorʹkavyj en honor al astrónomo soviético ruso Nikolaj Nikolajeviĉ Gorkavij.